# Илустрована Политика
Магазин Илустрована Политика је један од издања акционарског друштва Политика.
Лист је осмислио и у почетку уређивао Никола Лекић, важно име послератног југословенског новинарства. Први број је изашао 11. новембра 1958. у тиражу од 86.000 примјерака. Читав тираж је распродат одмах, чим се појавио. 
На насловној страни била је непозната млада бригадирка са савезне радне акције на изградњи аутопута Братство и јединство. Накнадно се сазнало да је дјевојка са прве насловнице била акцијашица, Ула Андерсон продавачица цвијећа из Стокхолма. 
Данас постоје само три примјерка тог издања: један је у одјељењу часописа Народне библиотеке Србије , други је у архиву Политике, а трећи у редакцијској документацији. Главни и одговорни уредник магазина Илустрована Политика је Александар Гајевић .
3000. број је изашао 26. јула 2016.